# Kojot négy lelke
A Kojot négy lelke 2023-ban bemutatott magyar 2D-s számítógépes animációs kalandfilm, amelyet Gauder Áron és Baumgartner Zsolt rendezett, a Kojot és a szikla és a Kojot és a sápadtarcú című rövidfilmek folytatása.
Magyarországon 2023. március 16-án mutatták be a mozikban.
A Nemzeti Filmintézet ezt a filmet választotta, hogy induljon a 96. Oscar-gála a legjobb nemzetközi játékfilm kategóriában, de nem jutott tovább a szűkített listán.

## Cselekmény
A jelenben az indián őslakosok tiltakozói szembeszállnak egy olajvezeték-projekt stábjával, amely ősi földjük közelében található. A nagyapa megosztja a teremtésmítoszuk ősi történetét, emlékeztetve az embereket arra, hogy az emberiség előtt álló kihívások egyetemesek, és hogy meg kell találniuk a helyüket a teremtés nagy körforgásában. Ez történet rávilágít arra, hogy az ember csak egy kis része a teremtésnek, mert azt hisszük, hogy különlegesek vagyunk. Az állatokkal, mágiával, éhséggel, kapzsisággal és minden teremtmény szent körforgásával teli kalandokkal teli történet reményt ad arra, hogy még nem késő megmenteni a Földet.

## Szereplők
| Szerep                     | Magyar hang          |
| -------------------------- | -------------------- |
| Öreg Teremtő               | Papp János           |
| Kojot                      | Bozsó Péter          |
| Hoksila (16–50 éves)       | Széles Tamás         |
| Sanders                    | Széles Tamás         |
| Wichincala (16–50 éves)    | Pikali Gerda         |
| Mataoka                    | Pikali Gerda         |
| Hoksila (2–9 éves)         | Vida Bálint          |
| Wichincala (2–9 éves éves) | Vida Sára            |
| Kacsa                      | Scherer Péter        |
| Bölény                     | Bolla Róbert         |
| Parancsnok                 | Bolla Róbert         |
| Sas                        | Kautzky Armand       |
| Farkas                     | Előd Álmos           |
| Villám                     | Debreczeny Csaba     |
| Puma                       | Szabó Sipos Barnabás |
| Mosómedve                  | Vida Péter           |
| Medve                      | Schneider Zoltán     |
| Glória                     | Kis-Kovács Luca      |
| Kapitány                   | Faragó András        |
| Ügyvéd                     | Faragó András        |
| Igazgató                   | Gauder Áron          |
| Kancellár                  | Gauder Áron          |

## A film készítése
Gauder Áron 2017-ben kezdett el dolgozni a filmen a Cinemon és Temple Réka producerrel. 2022 februárjában jelentek meg az első fotók az indiánok teremtéstörténetét bemutató animációs filmből. 2022 májusára az animáció 95%-ban elkészült. 2022-ben a filmet 2D animációban forgatták, a hang 5.1/stereo formátumban szólal meg.

## Nézettség, bevétel
A nézettségi adatok szerint 20 929 jegyet adtak el rá, és ezzel az eredménnyel mintegy 21 638 740 Ft bevételt termelt a jegypénztáraknál.

## Díjai
- Magyar Mozgókép Díj 2024
  - Legjobb egész estés animációs film